# 2015 في إسرائيل
هذه قائمة بأهم الأحداث في إسرائيل عام 2015

## أصحاب المناصب
- الرئيس:رؤوفين ريفلين
- رئيس الوزراء:بنيامين نتانياهو

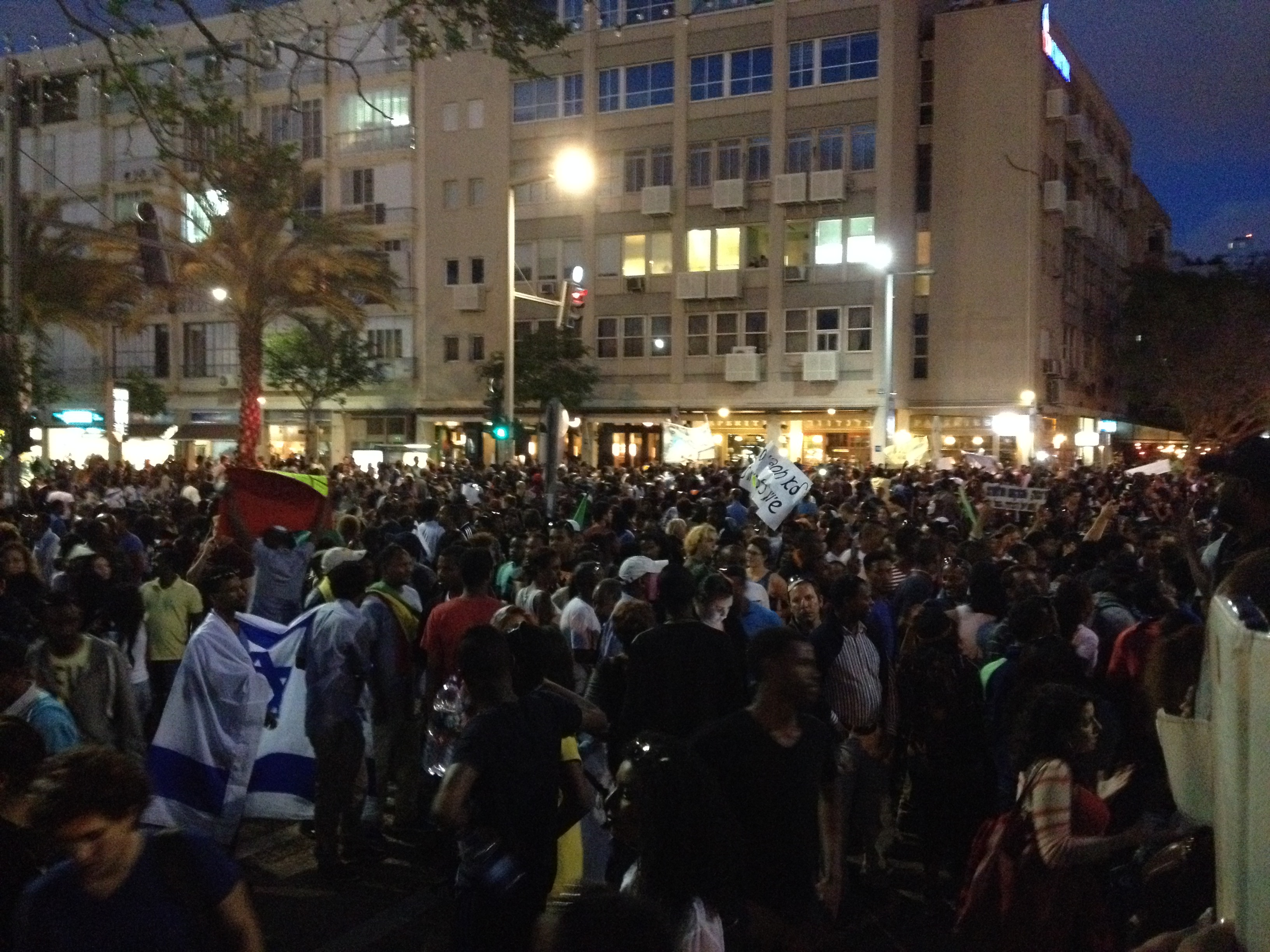
مظاهرة للمهاجرين الإثيوبيين في تل أبيب: المتظاهرون يحجبون شارع ابن جفير عند زاوية شارع الملك داوود

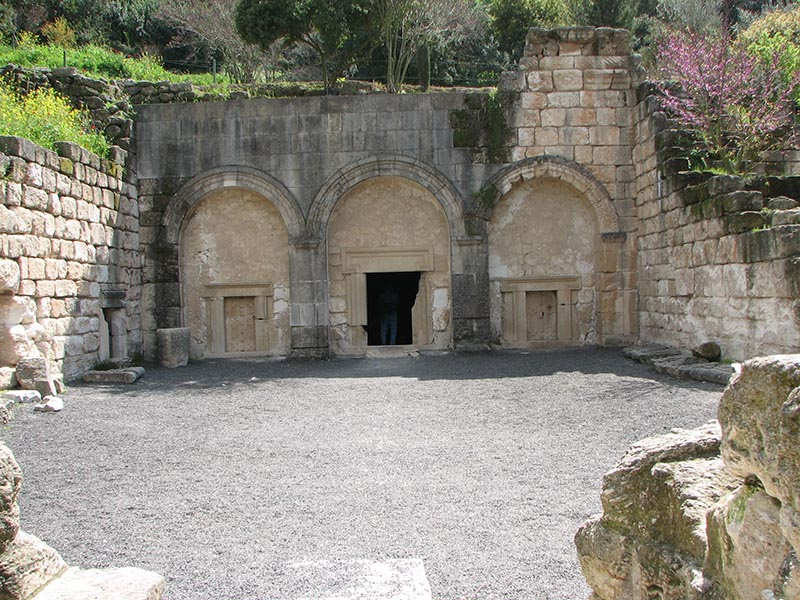
اليونسكو تعلن عن موقع بيت شعاري الأثري كموقع للتراث العالمي.

- رئيس أركان الجيش الإسرائيلي:بيني غانتس حتى 16 فبراير، غادي أيزنكوت

## الأحداث

### يناير
- 5 يناير: تم فتح الموقع الذي حوكم فيه المسيح قبل محاولة صلبه للعامه لأول مرة، يقع الموقع تحت سجن مهجور، يسمى جيشل (Kishle) في البلدة القديمة من القدس المحتلة.[1]
- 18 يناير: هاجمت الطائرات الهليكوبتر الإسرائيلية قافلة لحزب الله في مرتفعات الجولان في سوريا، مما أسفر عن مقتل ستة أعضاء بارزين من حزب الله، ستة من الحرس الثوري الإيراني، وجنرال.[2][3]
- 21 يناير: قام الفلسطيني حمزة محمد حسن متروك من الضفة الغربية بالدخول إلى إسرائيل لتنفيذ عملية طعن. حيث إقتحم حافلة في تل أبيب وقام بطعن أكتر من 10 أشخاص حتى تم اعتقاله.[4]
- 28 يناير: قام حزب الله عملية أمنية في الأراضي بـمزارع شبعا، إستهداف فيها عدد من الآليات العسكرية الإسرائيلية مما أسفر عن مقتل جنديين واصابة سبعة. وردا على ذلك أطلقت إسرائيل ما لا يقل عن 50 قذيفة مدفعية عبر الحدود إلى جنوب لبنان، مما أدى إلى مقتل قوات حفظ السلام الأسبانية للأمم المتحدة.[5][6]

### مارس
- 17 مارس: جرت انتخابات الكنيست للمرة العشرين، فاز فيها حزب الليكود بقيادة بنيامين نتانياهو بأغلبية المقاعد، حيث فازوا فيها على 30 مقعد من أصل 120.[7]
- 30 مارس: أدانت المحكمة المركزية في القدس رئيس الوزراء السابق إيهود أولمرت، بتهمة قبول مال من رجل أعمال أمريكي لإستخدام شخصي.[8]

### إبريل
- 16 إبريل: قام فلسطيني بعملية دهس في القدس المحتلة.[9]
- 25 إبريل:
  - نفذ سلاح الجو الإسرائيلي غارات جوية على ريف دمشق في سوريا. استهدف فيها اللواءين 155 و65 اللذين يختصان بالأسلحة الإستراتيجية والصواريخ البعيدة المدى لحزب الله في القلمون.[10]
  - تم تنفيذ عملية دهس في القدس المحتلة، مما أسفر عن مقتل 4 جنود.[11]

### يونيو
- 19 يونيو: مقتل إسرائيلي وإصابة آخر في عملية قام بها فلسطيني في مستوطنة دولف.[12]
- 21 يونيو: إصابة إسرائيلي بجروح خطيرة بعد طعنه في البلدة القديمة في القدس المحتلة.[13]

### يوليو
- 29 يوليو: غارة جوية إسرائيلية تدمر سيارة تقع في قرية الدروز في جنوب غرب سوريا، مما أسفر عن مقتل مقاتلي حزب الله وناشط مؤيد للأسد.[14] وغارة ثانية استهدفت قاعدة عسكرية على طول الحدود السورية اللبنانية.[15]

### أغسطس
- 20-21 أغسطس: شنت إسرائيل هجوما على الجولان ومرتفعات الجليل الأعلى بأربعة صواريخ، ثم شنت هجوما جويا على سوريا مما أسفر عن مقتل العديد من الجنود.[16]

### أكتوبر
- 31 أكتوبر: هاجمت الطائرات الإسرائيلية أهدافا لحزب الله عديدة في جنوب سوريا، قرب الحدود مع لبنان في منطقة جبال القلمون.[17]

### نوفمبر
- 11 نوفمبر: هاجمت الطائرات الإسرائلية مخازن أسلحة لحزب الله قرب مطار دمشق.[18][19]
- 23 نوفمبر: غارة جوية إسرائيلية في منطقة القلمون مما أسفر عن مقتل 13 جنديا سوريا ومقاتل لحزب الله.[20]
- 28 نوفمبر: غارة جوية إسرائيلية في منطقة القلمون، أسفر عن مقتل وإصابة في صفوف مقاتلي حزب الله.[21]

### ديسمبر
- 20 ديسمبر: إستهدفت القوات الجوية الإسرائيلية مبنى مكون من ستة طوابق في بلدة جرمانا جنوب العاصمة السورية دمشق، أسفر عن مقتل عميد الاسرى المحررين اللبنانیین[22] سمير القنطار.[23]
- 26 ديسمبر: شنت القوات الجوية الإسرائيلية غارة على سبعة مواقع لحزب الله في منطقة جبال القلمون.[24]

## الوفيات
- 16 يناير: وفاة الكاتبة والمترجمة الإسرائيلية ميريام أكافيا عن عمر يناهز 88 عاما.
- 6 نوفمبر: وفاة السياسي والرئيس السابق إسحاق نافون عن عمر يناهز 94 عاما.
- 4 ديسمبر: وفاة السياسي والشاعر يوسي سريد عن عمر يناهز 75 عاما.